# Josep Moragues i Mas

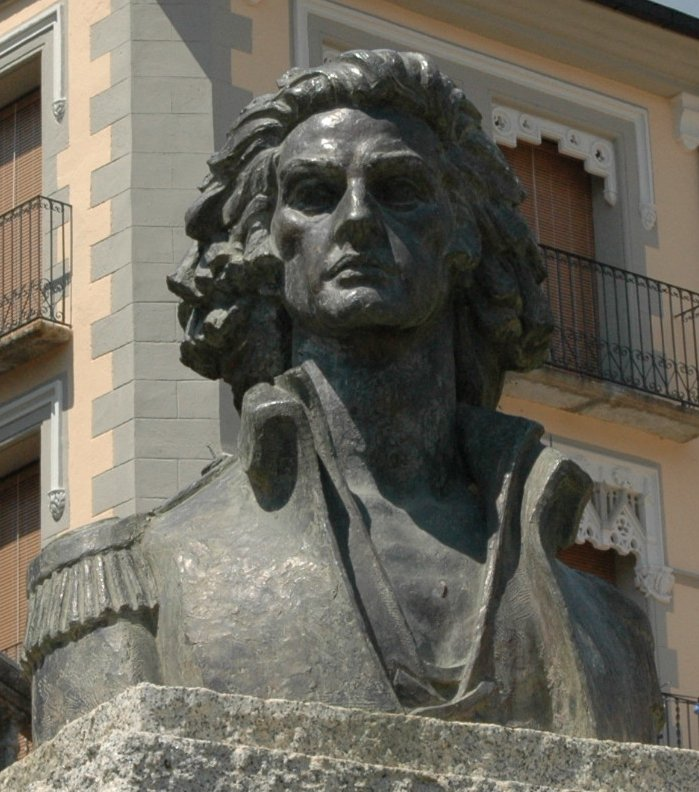
Borstbeeld van Josep Moragues i Mas in Sort

Josep Moragues i Mas (Sant Hilari Sacalm, 1669 - Barcelona, 1715), geboren als Josep Moragues i Sobrevia, was een Catalaans generaal die tijdens de Spaanse Successieoorlog aan de kant van de Habsburgers tegen Filips V van het huis Bourbon vocht. Na het Beleg van Barcelona en de val van de stad op 11 september 1714 werd hij aangehouden door de Spaanse bezetter en op 27 maart 1715 op wreedaardige wijze geëxecuteerd.

## Josep Moragues vandaag

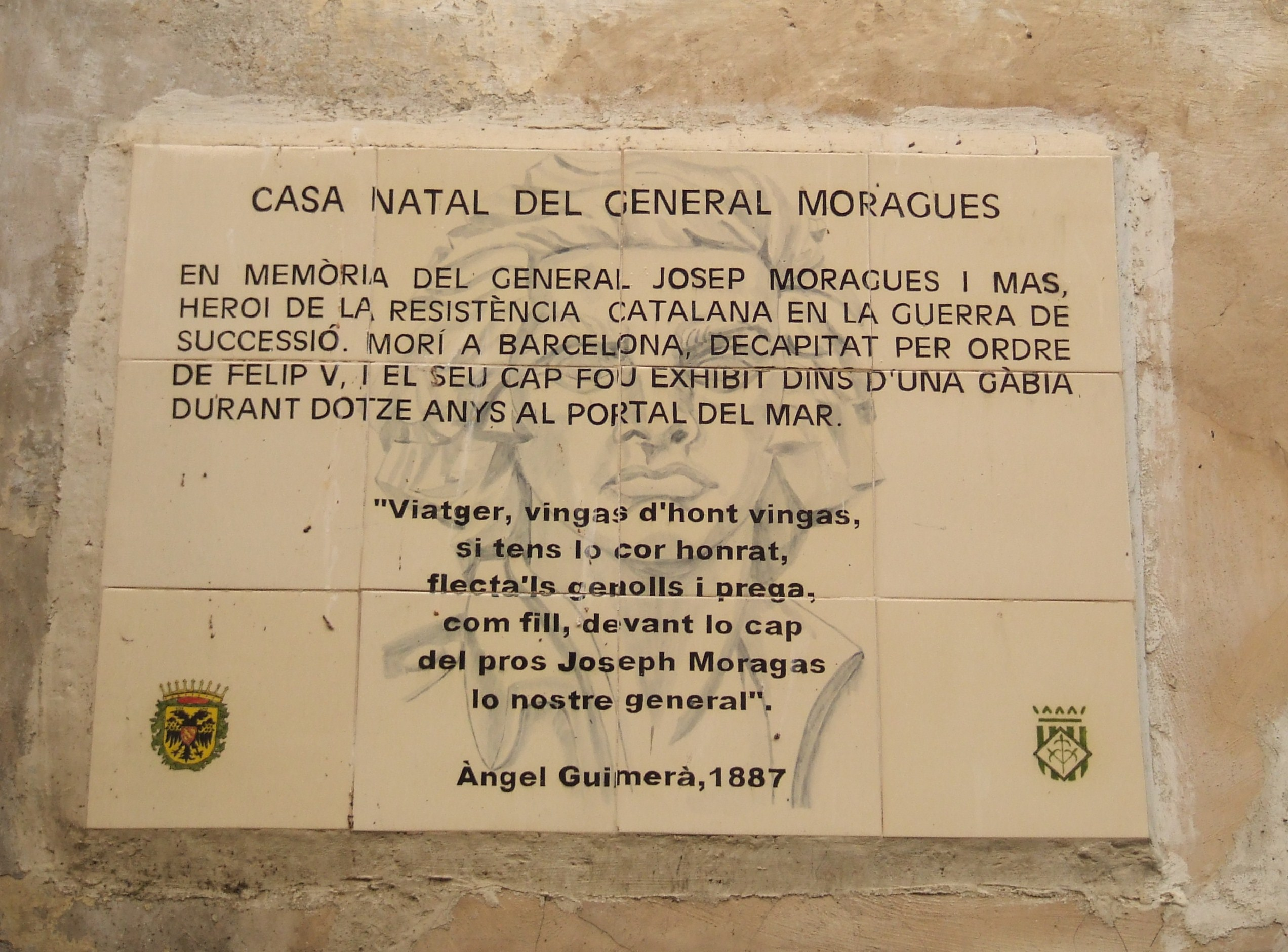
Gedenkplaat aan zijn huis in de Carrer Major in Sort, met een citaat van de dichter Àngel Guimerà i Jorge

Wegens zijn engagement en tragisch levenseinde wordt Josep Moragues i Mas herdacht als een van de belangrijkste verdedigers van de Catalaanse zaak tijdens de Spaanse Successieoorlog. Velen beschouwen hem als een held en martelaar. In Sant Hilari de Sacalm, zijn geboorteplaats werd in 1991 een monument opgericht, op het naar hem genoemde plein. Het is een werk van de beeldhouwer Domènec Fita. Ook in Sort, waar hij lange tijd verbleef, kreeg hij een monument en een gedenkplaat. De Catalaanse dichter en intellectueel Àngel Guimerà i Jorge heeft er met zijn werk tot de rehabilitatie van de figuur van Moragues bijgedragen, onder meer door het gedicht Lo cap d'en Josep Moragues (Het hoofd van Jospe Moragues) waarin hij schrijft: “Reiziger, waar je ook vandaan moge komen, als je eerbaar bent, kniel en bid bij het hoofd van de ingoede Josep Moragues, onze generaal”.